# Го Кэюй
Го Кэюй (кит. упр. 郭柯宇, пиньинь guō kēyǔ; род. 23 февраля 1978 года) — китайская актриса. Приобрела известность благодаря роли в фильме «Красная вишня», где сыграла ученицу Ивановского Интердома, во время Второй мировой войны попавшую в плен к немцам. Данная роль принесла малоизвестной актрисе широкую известность у себя на Родине, за роль в картине она была удостоена престижной премии «Сто цветов» в номинации «за лучшую женскую роль» (по настоящее время Го Кэюй остаётся самой молодой обладательницей данной премии). Однако вместе со славой на актрису обрушилась критика и осуждение со стороны общественности. В результате этого в последующие годы она хоть и продолжала сниматься, но избегала активной общественной жизни, редко появлялась на публике и мало давала интервью. В начале нового тысячелетия Го Кэюй совмещает актёрскую деятельность с музыкальной, но по-прежнему стремится не привлекать общественное внимание.

## Биография
Го Кэюй родилась 23 февраля 1978 года в бедной семье. Росла вместе с матерью. Из-за огромного давления прессы и общественности после выхода фильма «Красная вишня» мать актрисы хотя и давала интервью, но никогда не раскрывала своего полного имени и рода занятий. Известно лишь её фамилия — Чжан (张). Как вспоминала мать Го, в детстве будущая актриса была непослушным ребёнком и плохо училась в школе, но вместе с тем отличалась непокорностью и умела отстоять собственное мнение. Именно эти черты характера и привели семнадцатилетнюю актрису Го Кэюй к решению сняться в картине «Красная вишня», решению, против которого мать выступала категорически.
После выхода фильма на актрису обрушилась волна критики со стороны общественности, вызванные наличием сцен в фильме, которые для Китая того времени казались не этичными. Для актрисы и её родных, которые трудно переживали нахлынувшую популярность, ситуация изменилась в лучшую сторону, когда Го получила сразу две престижные кинопремии («Сто цветов» и премию Шанхайского кинофестиваля 1995 года) в номинации «за лучшую женскую роль».
После «Красной вишни» актриса решила сменить профессию и стать учительницей младших классов. Однако это чаяние так и осталось нереализованным, ровно как и последующее — поступить в университет на режиссёрский факультет. Актриса продолжает сниматься в фильмах и сериалах, зачастую на второстепенных ролях. В 2005 году стала выступать с группой 追星族. Она по-прежнему мало участвует в светской жизни и редко даёт интервью.

## Фильмография
| Год  | Русское название   | Оригинальное название | Международное название | Роль  | Примечания |
| ---- | ------------------ | --------------------- | ---------------------- | ----- | ---------- |
| 1995 | Красная вишня      | 红樱桃                | Red Cherry             | Чу Чу |            |
| 1996 |                    | 青春鸟                |                        |       |            |
| 2000 |                    | 永远十九岁            | Forever 19 years old   |       |            |
| 2001 |                    | 真情三人行            |                        |       |            |
| 2009 | Прекрасная невеста | 完美新娘              |                        |       |            |
| 2009 |                    | 天安门                |                        |       |            |
| 2009 |                    | 三笑之才子佳人        |                        |       |            |
| 2009 | В поисках Джеки    | 寻找成龙              |                        |       |            |